# Kwas 5-aminolewulinowy
Kwas 5-aminolewulinowy (ALA z ang. aminolevulinic acid) – organiczny związek chemiczny z grupy ketokwasów i aminokwasów, aminowa pochodna kwasu lewulinowego. 
Należy do metabolitów katecholamin. Jest prekursorem syntezy porfiryn, w tym hemu powstającego we wszystkich komórkach organizmu ssaków.
W diagnostyce laboratoryjnej oznacza się go do wykrycia guza chromochłonnego nadnerczy, rzadziej aorty i tętnic biodrowych wspólnych. Oznacza się go w moczu, zbieranym przez 48 h do jednego naczynia i przechowywanego w temperaturze 4 °C.

Przeczytaj ostrzeżenie dotyczące informacji medycznych i pokrewnych zamieszczonych w Wikipedii.